# Bronisławów (Białobrzegi)
Pour les articles homonymes, voir Bronisławów.
Bronisławów (prononciation : [brɔniˈswavuf]) est un village polonais de la gmina de Promna dans le powiat de Białobrzegi de la voïvodie de Mazovie dans le centre-est de la Pologne.

## Histoire
De 1975 à 1998, le village appartenait administrativement à la voïvodie de Radom.